# Maurice Ronet

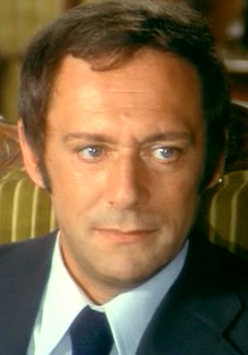
Maurice Ronet (1973)

Maurice Ronet (* 13. April 1927 in Nizza; † 14. März 1983 in Paris; eigentlich Maurice Robinet) war ein französischer Schauspieler und Filmregisseur.

## Leben
Ronet stammte aus einer Schauspielerfamilie. Er studierte am Conservatoire national supérieur d’art dramatique in Paris, wo er ein Schüler von Jean-Louis Barrault war. Außerdem erfuhr er Unterricht durch Bernard Blier, Robert Dhéry, Julien Bertheau und René Simon und am Conservatorium von René Alexandre. Bereits während seiner Ausbildung war Ronet ab 1947 auf Pariser Bühnen in Stücken von Jean Racine, Pierre Corneille und Alfred de Musset zu sehen sowie in Jean Cocteaus Les parents terribles und Jean-Pierre Aumonts Lustspiel Un beau dimanche.
Ronet hatte vielseitige musische Begabungen, neben seiner Schauspielkunst malte er auch und war als Bildhauer tätig, formte Keramiken und war ein exzellenter Orgelspieler. Zudem verfasste er philosophische Essays über Søren Kierkegaard und Arthur Schopenhauer. Zu einem großen persönlichen Erfolg wurden für Ronet zwei Filme des Nouvelle-Vague-Regisseurs Louis Malle, einmal der Kriminalfilm Fahrstuhl zum Schafott (1958) mit Jeanne Moreau und zum anderen die Literaturverfilmung Das Irrlicht (1963), ein Porträt eines Selbstmörders. Neben Malle drehte Ronet auch mit Claude Chabrol und zählte seinerzeit neben Alain Delon, Jean-Paul Belmondo und Jean-Louis Trintignant zu den international renommiertesten Filmschauspielern Frankreichs. Zu Ronets erfolgreichsten Filmen zählt auch Nur die Sonne war Zeuge, die Verfilmung nach einem Buch von Patricia Highsmith von René Clément mit Alain Delon und Marie Laforêt.
Seine Filmpartnerinnen waren sowohl Romy Schneider, Jean Seberg, Simone Signoret, Marina Vlady, Lilli Palmer, Brigitte Bardot, Annie Girardot als beispielsweise auch Virna Lisi, Mylène Demongeot, Jane Fonda und Faye Dunaway; vier Filme drehte er an der Seite von Alain Delon.
Im Jahr 1965 drehte er in Barcelona mit Le voleur du Tibidabo einen Film als Autor, Regisseur und Hauptdarsteller. In dem 1969 erschienenen Kriminalfilm Der Swimmingpool arbeitete er mit Alain Delon und Romy Schneider sowie Jane Birkin zusammen. Eine weitere Zusammenarbeit mit Romy Schneider ergab sich in dem Mystery-Thriller Die Geliebte des Anderen (1970) sowie in der internationalen Produktion Blutspur (1979), wo neben Romy Schneider auch Audrey Hepburn und Irene Papas seine Partnerinnen waren. 1974 drehte er seinen ersten deutschen Film in französischer Koproduktion Die Antwort kennt nur der Wind nach einem Roman von Johannes Mario Simmel. Im folgenden Jahr wirkte er erneut in einer Simmel-Verfilmung mit, die unter dem Titel Bis zur bitteren Neige erschien. Seine Partnerinnen waren Suzy Kendall und Susanne Uhlen.
Der bekannteste Film unter seiner Regie wurde das Filmdrama Bartleby (1976). Neben seiner Arbeit beim Film widmete Ronet sich der Musik und Philosophie, beides hatte er auch studiert. Ronet war zweimal verheiratet: von 1950 bis 1956 mit Maria Pacôme und von 1977 bis zu seinem Tod mit der Chaplin-Tochter Josephine Chaplin, der Mutter seines Sohnes. Ronet starb im März 1983 im Alter von 55 Jahren an einer Krebserkrankung.

## Filmografie (Auswahl)

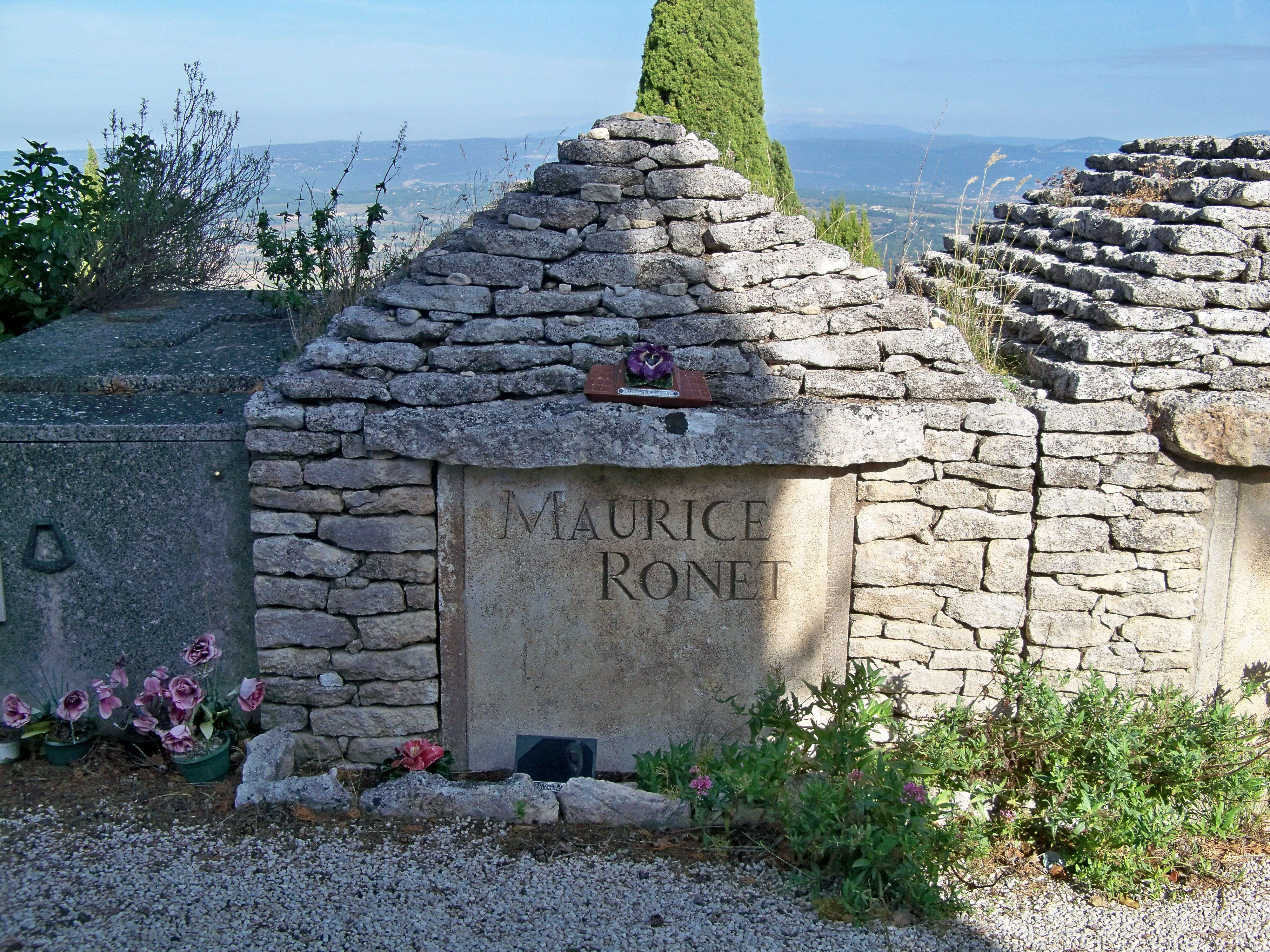
Ronets Grab in Bonnieux

### Schauspieler
- 1949: Jugend von heute (Rendez-vous de juillet)
- 1951: Chefarzt Dr. Delius (Un grand patron)
- 1952: Die junge Irre (La jeune folle)
- 1953: Hélène Boucher: Ein Fliegerleben (Horizons sans fin)
- 1953: Im Banne des blonden Satans (La môme vert-de-gris)
- 1953: Lucrezia Borgia (Lucrèce Borgia)
- 1953: Der Arzt und das Mädchen (Le guérisseur)
- 1954: Liebe in Moll (Casta diva)
- 1954: Casa Ricordi (Casa Ricordi)
- 1955: Aristokraten (Les aristocrates)
- 1956: Die blonde Hexe (La sorcière)
- 1957: Der Mann, der sterben muß (Celui qui doit mourir)
- 1957: Fahrstuhl zum Schafott (L’ascenseur pour l’échafaud)
- 1958: Carve Her Name with Pride
- 1958: Mädchen des Lasters (Ce corps tant désiré)
- 1958: Die Nacht und ihr Preis (Cette nuit-là)
- 1959: Das Mädchen aus Granada (Carmen de la ronda)
- 1959: Nur die Sonne war Zeuge (Plein soleil)
- 1960: Il peccato degli anni verdi
- 1960: Die Erwachsenen (Les grandes personnes)
- 1963: Das Todesauge von Ceylon
- 1963: Das Irrlicht (Le feu follet)
- 1963: Der Mörder (Le meurtrier)
- 1963: Die Sieger (The Victors)
- 1964: Der Brunnen und das Pendel (Le puits et le pendule) (Fernsehfilm)
- 1963: Bis unter die Haut (Les parias de la gloire)
- 1964: Der Reigen (La ronde)
- 1965: Drei Zimmer in Manhattan (Trois chambres à Manhattan)
- 1966: Sie fürchten weder Tod noch Teufel (Lost Command)
- 1966: Champagner-Mörder (Le scandale)
- 1967: Die Straße von Korinth (La route de Corinthe)
- 1968: Vögel sterben in Peru (Les oiseuax vont mourir au Pérou)
- 1968: Der türkisfarbene Bikini (How Sweet It Is)
- 1968: Die untreue Frau (La femme infidèle)
- 1968: Der Swimmingpool (La piscine)
- 1969: Kalte Augen (La femme écarlate)
- 1969: Oh, diese Frauen (Les femmes)
- 1970: Der Fallschirmspringer (Le dernier saut)
- 1970: Die Geliebte des Anderen (Qui?)
- 1971: Raphael, der Wüstling (Raphael ou le débauche)
- 1971: Das Haus unter den Bäumen (La maison sous les arbres)
- 1972: Tödliche Schlagzeilen (L’odeur des fauves)
- 1972: Die Liebenden von Etretat (Les galets d’Etretat)
- 1973: Ohne Warnung (Sans sommation)
- 1973: Don Juan 73 (Don Juan 73 ou Et si Don Juan était une femme)
- 1973: Verführung einer Sizilianerin (La seduzione)
- 1974: Fluchtpunkt Marseille (The Marseille Contract)
- 1974: Der Schrei des Herzens (Le cri du coeur)
- 1974: Die Antwort kennt nur der Wind
- 1974: Das Ritual (La messe dorée)
- 1975: Bis zur bitteren Neige
- 1976: Nuit D’Or – Die Nacht aus Gold (Nuit d’or)
- 1976: Madame Claude und ihre Gazellen (Madame Claude)
- 1977: Der Fall Serrano (Mort d’un pourri)
- 1979: Blutspur (Bloodline)
- 1981: Der Fluch der Sphinx (Sphinx)
- 1981: Ausgerechnet ihr Stiefvater (Beau-père)
- 1982: La Balance – Der Verrat (La balance)
- 1982: Der Morgen der Rache (Un matin rouge)
- 1983: Surprise Part

### Regisseur und Autor
- 1965: Le voleur du Tibidabo
- 1973: Vers L’île des Dragons (Dokumentarkurzfilm; auch Kamera)
- 1976: Bartleby
- 1981: Ligeia (Fernsehfilm)
- 1981: Edgar Allan Poe – Ungewöhnliche Geschichten (2 Episoden)